# 科卡利亞內角
62°38′10.9″S 61°17′47″W / 62.636361°S 61.29639°W

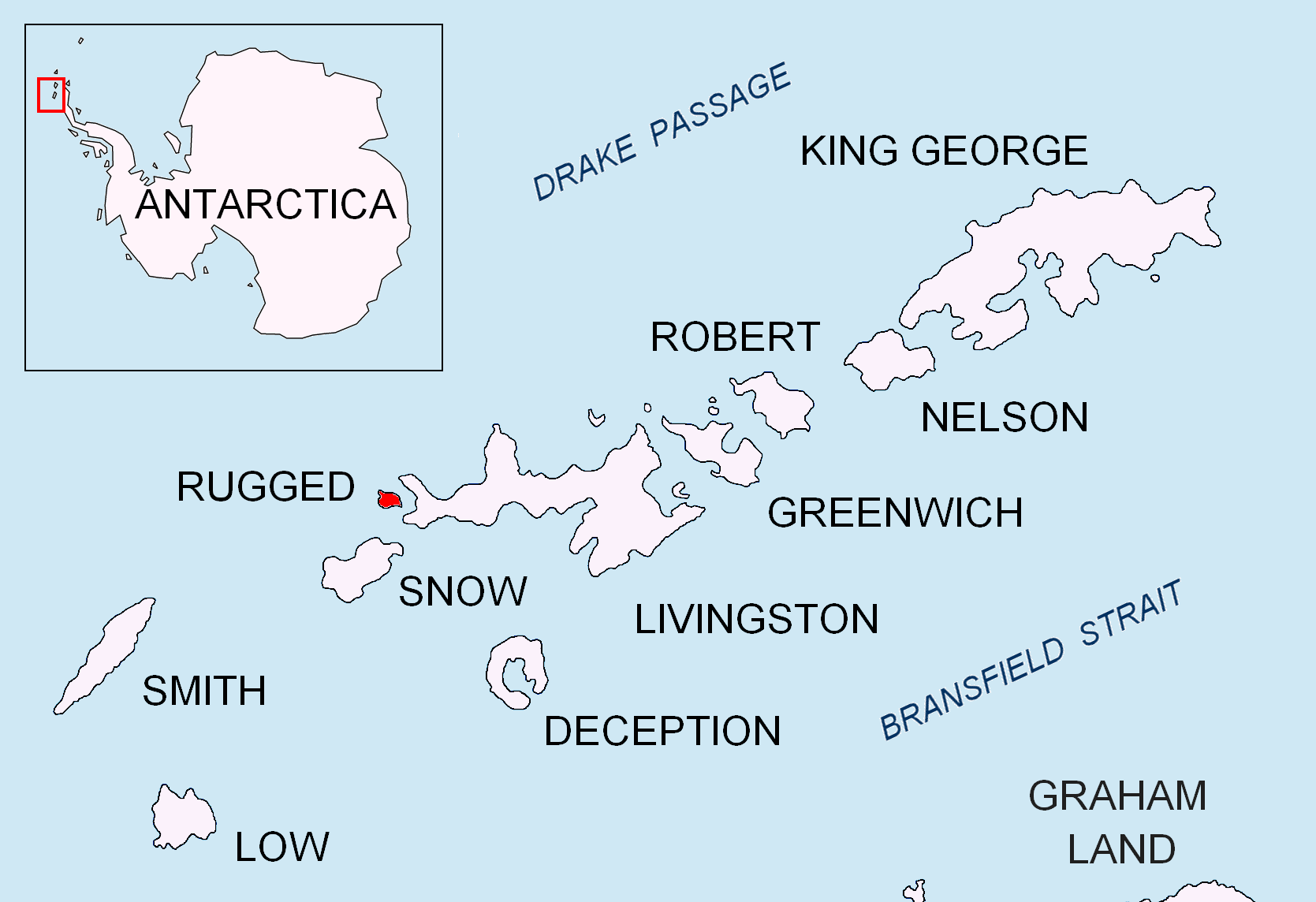

科卡利亞內角是南極洲的海岬，位於南設得蘭群島的拉吉德島西岸，處於本森角西北面0.81公里、烏蓋恩角以南0.97公里和謝菲爾德角以南2.51公里，以保加利亞城鎮命名。

## 外部連結
- Kokalyane Point. （页面存档备份，存于） SCAR Composite Gazetteer of Antarctica.